# فلوريان كوتيه
فلوريان كوتيه هو فلاح وسياسي كندي، ولد في 17 مايو 1929 في Centre-du-Québec ‏ في كندا، وتوفي في 29 يناير 2002. نشط حزبياً في الحزب الليبرالي الكندي. وقد انتخب عضو مجلس العموم الكندي.
1. 1 2  مكتبة البرلمان | Florian Côté، QID:Q1125633